# Melanodes carvus
Melanodes carvus är en fjärilsart som beskrevs av Walker 1857. Melanodes carvus ingår i släktet Melanodes och familjen mätare. Inga underarter finns listade i Catalogue of Life.